# Wilhelm Scherübl
Wilhelm Scherübl (* 1961 in Radstadt) ist ein österreichischer Bildhauer und Objektkünstler.

## Leben und Karriere

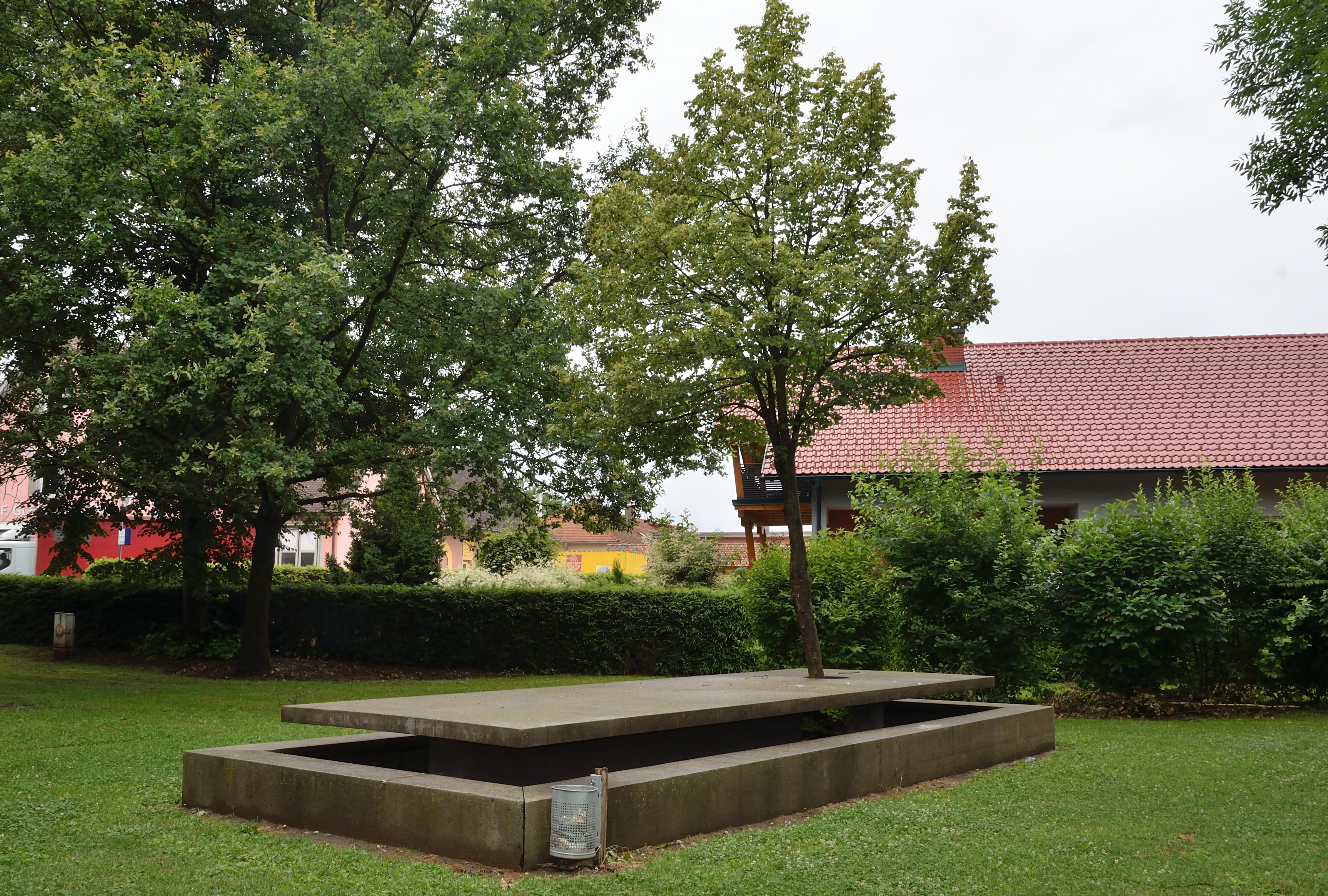
Tisch von Wilhelm Scherübl aus dem Jahre 2005 im Schlosspark von Gleinstätten

Wilhelm Scherübl wurde im Jahre 1961 im Pongauer Wintersportort Radstadt geboren, wo er auch aufwuchs und seine Schullaufbahn absolvierte, ehe er im Jahre 1985 nach Wien kam und die dortige Akademie der bildenden Künste besuchte. In der Klasse von Bruno Gironcoli diplomierte er im Jahre 1990, woraufhin er erstmals auf diversen Ausstellungen im In- und Ausland vertreten war. Eine besondere Stärke Scherübls ist das beharrliche Arbeiten im und das Transparentmachen des ewigen Transformationsprozesses der Natur. Zu seinen frühen Werken zählen vor allem Fensterbilder, die im Laufe der Jahre zu immer größer werdenden Installationen der Objektkunst übergingen. Hierbei vor allem der optische Reiz des Lichtes bzw. des Lichteinfalles, den er in späteren Werken oftmals berücksichtigte. In einem Vortrag in der Robert-Jungk-Bibliothek für Zukunftsfragen in Salzburg betonte er, dass es ihm nicht um das Vermitteln von Wahrheiten geht, sondern vielmehr um den Versuch, „auf möglichst hohem Niveau zu scheitern.“ Neben diversen Einzelausstellungen, die er im Laufe der Jahre veranstaltete, war er auch seit den frühen 1990er Jahren bei zahlreichen weiteren Ausstellungen beteiligt.
Doch nicht nur in Galerien und ähnlichen Institutionen wurden bzw. sind Scherübls Werke ausgestellt; auch im öffentlichen Raum ist er mit zahlreichen Kunstwerken und Installationen vertreten. So unter anderem im Jahre 2000 im Duff House in der Nähe von Banff in Schottland, bei der IGS – Internationale Gartenschau 2000 südlich von Graz (auch im Österreichischen Skulpturenpark), 2012 in der Zacherlfabrik im 19. Wiener Gemeindebezirk Döbling oder 2014 im Salzburg Museum in der Neuen Residenz. Zudem zeigt er sich, vor allem seit den 2000er Jahren, für die sakrale Gestaltung diverser Kirchen verantwortlich; hierbei vor allem für die Altar- und Altarraumgestaltung. Zu den Kirchen, an denen er mit Glasarbeiten und Altarraumgestaltungen beteiligt war, zählen unter anderem die Dekanatspfarrkirche St. Johann im Pongau (2011), die Pfarrkirche Puch bei Hallein (2012), das Benediktinerstift Altenburg (2013), die Filialkirche Aschau in Feldkirchen bei Mattighofen (2014), die Pfarrkirche Bad Sauerbrunn (2015) oder die Pfarrkirche Bischofshofen (2015).
Im Jahre 2005 wurde er für seine bisherigen Leistungen zusammen mit zahlreichen weiteren Künstlern für den Großen Kunstpreis des Landes Salzburg nominiert und gewann den Preis in weiterer Folge zusammen mit der Fotografin Margherita Spiluttini. Im Laufe der Jahre erhielt er diverse Stipendien, so unter anderem im Jahre 1994 eines von durchschnittlich zehn pro Jahr vergebenen Staatsstipendien für Bildende Kunst. Zu den weiteren Stipendien zählen ein Arbeitsstipendium des Ministeriums für Wissenschaft und Forschung (1990), ein Parisstipendium des Ministeriums für Unterricht und Kunst (1993), ein Budapeststipendium des Landes Salzburg (1999), ein Jahresstipendium des Landes Salzburg (2003) oder ein Krumaustipendium des Bundeskanzleramtes für Kunst (2005). Noch heute lebt und arbeitet Scherübl in seiner Geburtsstadt Radstadt. Dort betreibt der auch als Maler und Bergretter aktive Scherübl im Obergeschoß des Radstädter Postgebäudes sein Atelier.

## Ausstellungen
| - 1991: Galerie M+, Bratislava - 1992: Galerie A4, Wels - 1993: Galerie 5020, Salzburg - 1994: Institut Francais de Vienne, Wien - 1997: MAK, Museum für angewandte Kunst, Wien - 1998: ACP Galerie, Peter Schuengel, Salzburg - 2000: Duff House, Banff, Schottland - 2001: Kunstverein Rosenheim, Rosenheim - 2001: Rupertinum Salzburg, Salzburg - 2004: Oberösterreichische Landesgalerie, Linz - 2004: Galerie im Traklhaus, Salzburg - 2005: Lenbachhaus Museumsplatz, München - 2005: Knoll Galerie, Wien - 2006: Knoll Galerie, Budapest - 2006: Haus der Herren zu Kunstat, Haus der Kunst, Brünn - 2007: Kulturzentrum bei den Minoriten, Graz - 2008: Im Pavillon, Wels - 2008: Galerie Eugen Lendl, Graz - 2008: Museum Waidhofen - 2008: Knoll Galerie, Wien - 2008: Städtische Galerie, Rosenheim - 2009: allerart, Bludenz - 2009: Museum Stift Admont - 2011: cast your art, Wien - 2013: Galerie artdepot, Innsbruck - 2014: Galerie Eboran, Salzburg - 2014: Salzburg Museum, Salzburg - 2015: Kunstraum St. Virgil, Salzburg - 2015: Galerie artdepot, Innsbruck | - 1994: Ohne Autor, Kunsthalle Exnergasse, Wien - 1996: Natura Morta, 5. Internationale Triennale für Kunst und Ökologie, Maribor - 1998: natürlich/künstlich, OK-Offenes Kulturhaus, Linz - 1999: Kunst in der Stadt 3, Kunsthaus Bregenz, Bregenz - 2000: Land Art usw., Kunstraum Innsbruck, Innsbruck - 2002: Making nature, Haus am Waldsee, Berlin - 2002: Making nature, Nikolaj Contemporary Art Center, Stockholm - 2002: Making nature, Atelier im Augarten, Wien - 2002: Mo(u)numental, Ferdinandeum Innsbruck - 2003: Superposition Licht+, Künstlerhaus Klagenfurt, Klagenfurt - 2004: Im Rhythmus der Fliege, Haus der Kunst Brünn, Brünn - 2004: Im Rhythmus der Fliege, Galerie Z, Bratislava - 2004: Im Rhythmus der Fliege, Tschechisches Zentrum Wien - 2004: artists in residence, Glenfiddich Gallery, Dufftown - 2005: Großer Salzburger Kunstpreis, Galerie im Traklhaus, Salzburg - 2005: Ordnung der Natur, Museum moderner Kunst, Passau - 2006: rundumschlag, Galerie Ruzicska, Salzburg - 2007: morgen, Ausstellungshalle Hahngase 1090, Wien - 2007: Zeichnung, Galerie 422, Gmunden - 2007: Interventionen, Gartenschau Vöcklabruck - 2007: 20 Jahre Akademie Graz, Minoritenkultur Graz - 2008: myosots discolor, knollgalerie Wien - 2008: Kunstverein Rosenheim, Rosenheim - 2008: Schnee, Museum Kitzbühel - 2009: lichtmesz, Minoritenkultur Graz - 2009: Natur - die schöpfung ist nicht vollendet, Museum Stift Admont - 2009: Das Landschafts Apriori, Galerie Cora Hölzl, Düsseldorf - 2009: 31. Österreichischer Graphikwettbewerb, Galerie in Taxispalais, - 2009: Innsbruck, Bozen, Klagenfurt - 2009: florafiktionen, QuadrART Dornbirn - 2010: florafiktionen, Galerie Erhard Witzel, Wiesbaden - 2010: HOTELPUPIK-lieblingspositionen, Forum Stadtpark, Graz - 2010: RELIQTE, Kulturzentrum bei den Minoriten, Graz - 2010: Voglio la neve in agosto, Lab 610 XL, Sovramonte-Servo - 2010: 4th international experimental engraving biennial, Bukarest - 2011: round the clock, la Biennale di Venezia - 2011: Silber, knollgalerie, Wien - 2011: Alpen, Sehnsucht & Bühne, Residenzgalerie Salzburg - 2011: Ossesione verde, Lab 610 XL, Sovramonte-Servo - 2012: Zacherlfabrik, Wien - 2012: Kunstverein Wörgl - 2012: Galerie Schmidt, Reith im Alpbachtal - 2013: transparent, Galerie Altenöder Salzburg - 2013: personal structure, Palazzo Bembo, la Biennale di Venezia - 2013: Artpark Villa Bulfon, Velden am Wörthersee - 2013: Galerie Schmidt, Reith im Alpbachtal - 2013: Jenseits von Gut und Böse, Kunstforum Kramsach, Kramsach - 2014: Operation Goldhaube, Monatsschlössl, Salzburg - 2014: Outside – In, Stadtgalerie im Stadtmuseum - 2015: Im Licht der Öffentlichkeit, Tiroler Landesmuseum Ferdinandeum, Innsbruck |

| - 2005: Gymnasium Hauptschule, Mittersill - 2008: Gemeindezentrum, St. Pantaleon - 2009: Sportpark Lissfeld, Linz - 2009: Gemeindezentrum, Haigermoos - 2011: Glasfenster, Pfarrkirche St. Johann im Pongau - 2012: Altarraumgestaltung, Pfarrkirche Puch bei Hallein - 2012: Aachen Münchener Versicherung, Aachen - 2013: Altarraumgestaltung, Benediktinerstift Altenburg - 2014: Altarraumgestaltung, Filialkirche Aschau, Feldkirchen - 2015: Glasfenster, Pfarrkirche Bad Sauerbrunn - 2015: Volksschule St. Pantaleon - 2015: Altarraumgestaltung, Pfarrkirche Hl. Maximilian, Bischofshofen | - 1996: Natura Morta, 5. Internationale Triennale für Kunst und Ökologie, Maribor - 1999: Kunst in der Stadt 3, Kunsthaus Bregenz, Bregenz - 2000: Duff House, Banff, Schottland - 2000: IGS internationale Gartenschau, Graz - 2005: Skulpturenpark Gleinstätten - 2005: Lenbachhaus Museumsplatz, München - 2006: Haus der Herren zu Kunstat, Brno - 2007: Gartenschau, Vöcklabruck - 2008: Städtische Galerie, Rosenheim - 2011: round the clock, la Biennale di Venezia, Venedig - 2012: zacherlfabrik, Wien - 2014: Museum Salzburg Neue Residenz, Salzburg |